# Ние продължаваме
Ние продължаваме е музикален албум на Слави Трифонов и Ку-ку бенд издаден през 2007 г. Разпространен е като промоция на Глобул.

## Списък на песните в албума
1. Искам да бъда
2. Жестока – с Невена Цонева
3. Нещо лично
4. Танцувай с мен
5. Мое щастие
6. Целуни ме
7. Това е
8. Дали съм жив
9. Кажи на майка си
10. Любовта е отрова – със Софи Маринова
11. Само мен
12. Не ме търси
13. Егати пича – с Краси Радков в ролята на Цеко Сифоня
14. Едно ченге